# Сухоцкая, Ханна
Ха́нна Станисла́ва Сухо́цкая (пол. Hanna Stanisława Suchocka; род. 3 апреля 1946[…], Плешев, Великопольское воеводство) — польский политик, 5-й премьер-министр Республики Польша в 1992—1993 годах, во время президентства Леха Валенсы.

## Биография
Сухоцкая является специалистом в области конституционного права. В 1980-х годах была членом Сейма Польской Народной Республики от Демократической партии.
В 1991 году избрана в сейм от Демократической унии.
В 1992 году стала премьер-министром. Появление женщины на столь высоком посту было неожиданным. Тем не менее, успех Сухоцкой во многом объясняется её опорой на обе стороны политического спектра: и на правых, и на левых.
После отставки кабинета Яна Ольшевского в июне 1992 года, последовавшей за разоблачением ряда секретных сотрудников Службы безопасности ПНР министром внутренних дел Антонием Мацеревичем, некоторые стали утверждать, что кабинет Сухоцкой был якобы связан с незаконными преследованиями польских консервативных и независимых правых партий (так называемая инструкция UOP № 0015/92).
Левые взгляды Сухоцкой в сочетании с решительной позицией против абортов, сделали её идеальным кандидатом для удовлетворения интересов большинства в парламенте, коалиции, состоящей из трех партий, включая её собственную Демократическую унию, Христианско-национальный союз и Либерально-демократический конгресс.
В 1997—2000 годах была министром юстиции и главным государственным прокурором в правительстве Ежи Бузека.

## Святой Престол
В декабре 2001 года Сухоцкая направлена послом Польши при Святом Престоле, является членом Папской академии общественных наук в Ватикане (её кандидатура одобрена Папой Римским Иоанном Павлом II 19 января 1994 года). С октября 2002 года совмещала эту работу с посольской деятельностью при Мальтийском ордене.
В апреле 2014 года Сухоцкая оказалась среди 8 женщин, назначенных Папой Римским Франциском в папскую комиссию по делам несовершеннолетних.
Ханна Сухоцкая является членом Мадридского клуба и Совета женщин — мировых лидеров.

## Семья
Отец — Юзеф Сухоцкий, мать — Ванда Бончковская.
Сестра — Эльжбета.
Замужем никогда не была, детей нет.